# Glires
Classification phylogénétique
Clade
Ordres de rang inférieur
- Lagomorpha
- Rodentia

Les Glires (Glires) sont des mammifères placentaires qui appartiennent au groupe des anagalides dans la classification phylogénétique. Les glires regroupent les lagomorphes (lièvres, lapins et pikas) et les rongeurs (souris, rats, écureuils, loirs, castors, etc.).
D'un ordre à l'autre, la différence se fait sur quelques points anatomiques : principalement la présence chez les lagomorphes de deux paires d'incisives à la mâchoire supérieure au lieu d'une seule paire chez les rongeurs et un baculum (os pénien) absent chez les lagomorphes.

## Caractéristiques
Leur caractère visible de l'extérieur le plus remarquable est le fort développement de leurs incisives : ils perdent les premières incisives supérieures et inférieures, les troisièmes incisives inférieures, les canines et les premières prémolaires. Les secondes incisives disparaissent également mais à leur place poussent de grandes secondes incisives de lait à croissance continue. Leur denture présente donc un grand vide entre ces incisives et les secondes prémolaires : le diastème.

## Liste des ordres
Selon NCBI (6 janv. 2011) :
- ordre Lagomorpha - les lagomorphes
- ordre Rodentia - les rongeurs

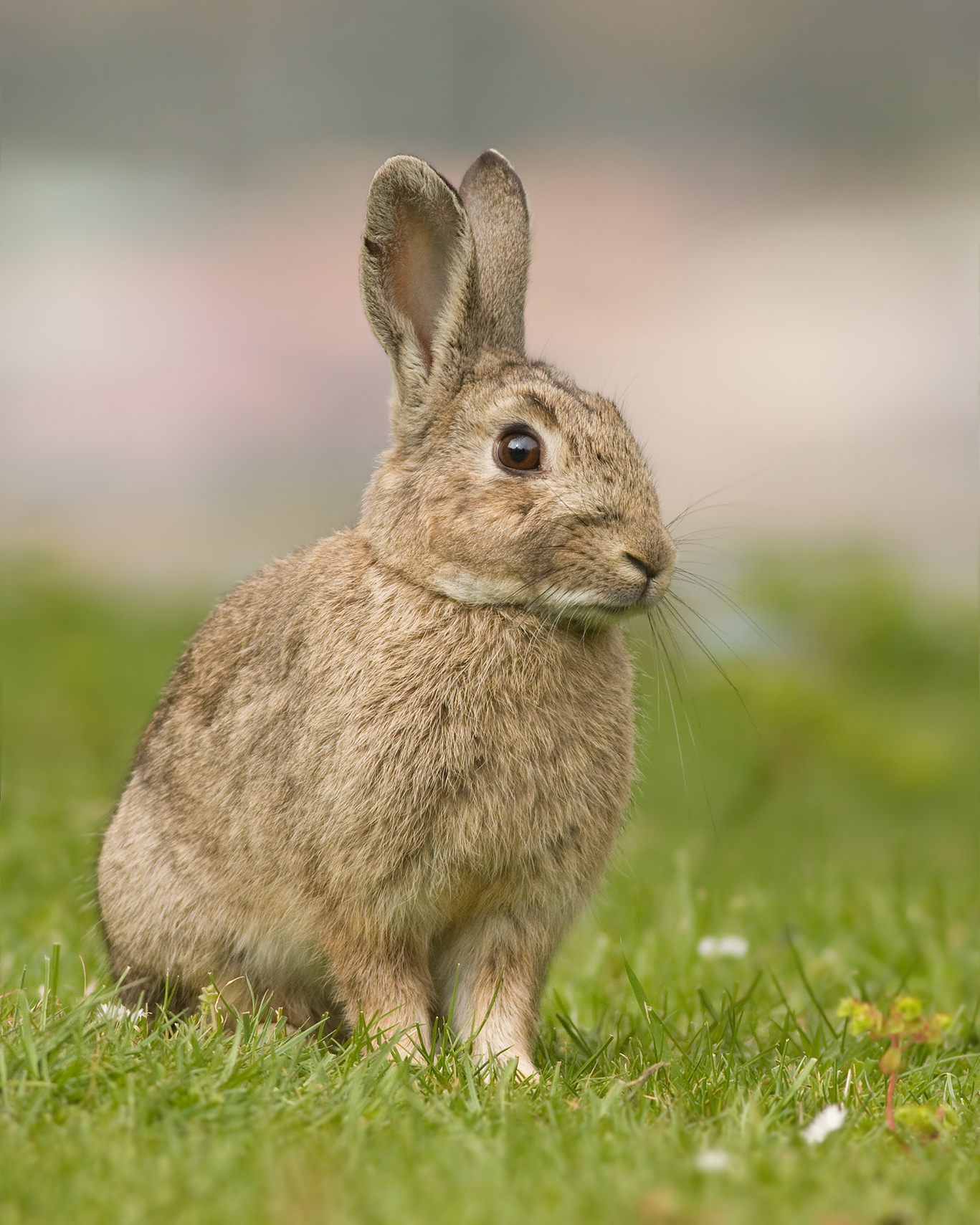
Lapin Oryctolagus cuniculus (Lagomorpha)
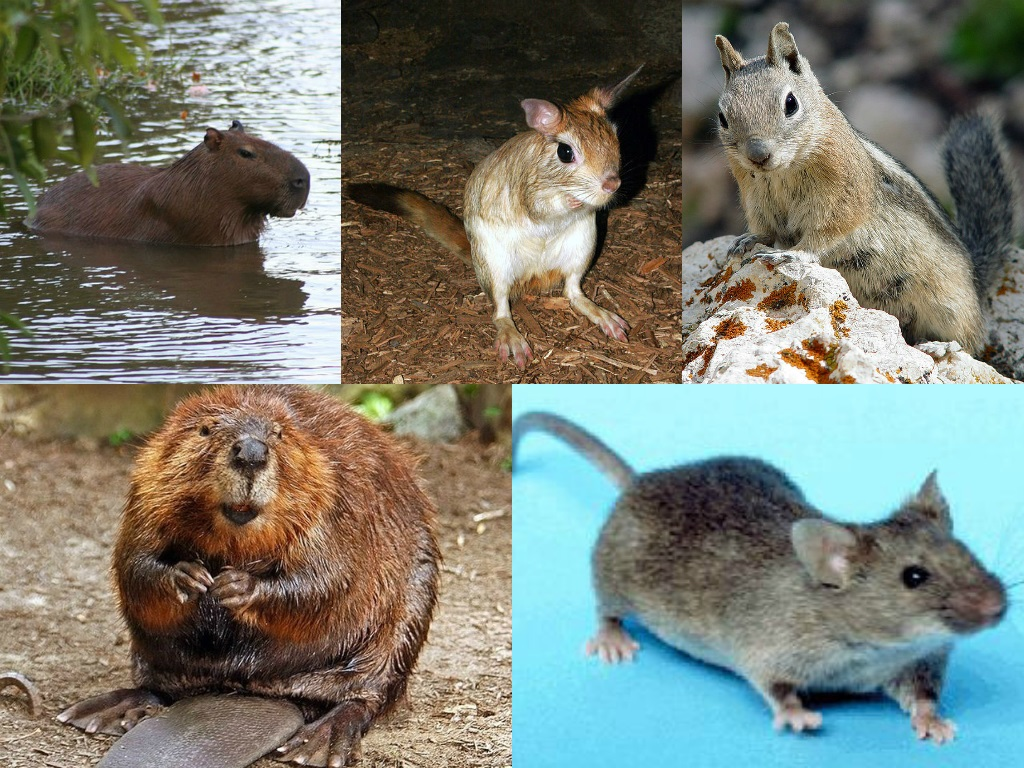
Divers rongeurs (Rodentia)

## Cladogramme
|        | †Anagaloidea                                            |
|        |                                                         |
| Glires | \| \| Rodentia \| \| \| \| \| \| Lagomorpha \| \| \| \| |
|        | \| \| Rodentia \| \| \| \| \| \| Lagomorpha \| \| \| \| |
|        | Rodentia                                                |
|        |                                                         |
|        | Lagomorpha                                              |
|        |                                                         |

|  | Rodentia   |
|  |            |
|  | Lagomorpha |
|  |            |